# Álvaro José Pérez
Álvaro José Pérez, Alias Guadaña es un personaje ficticio de la serie Colombiana El cartel, inspirado en el sicario del Cartel del Norte del Valle Luis Alfonso Ocampo Alias Tocayo e interpretado por Julian Arango
Guadaña es la mano derecha de Milton Jiménez Alias El Cabo y otro sicario a sueldo del Cartel del Pacífico. Al lado de su jefe aprendió todo sobre armas tema que domina a la perfección. Casi al final de la serie es asesinado por órdenes de Pirulito debido a que colabora con la DEA para ayudar a su hermano Fermin Urrego quien fue extraditado a los Estados Unidos.
Un ojo blanco y una larga melena son los dos detalles que hacen distinguir a Guadaña en la serie. Ambos regalo de Julian Arango para el público.
- Datos: Q6172821